# Yüksek Sadakat
I Yüksek Sadakat sono un gruppo rock turco proveniente da Istanbul.
Il nome significa alta fedeltà.
La banda diventò famosa a livello nazionale dopo il successo del loro album di debutto omonimo pubblicato nel 2005. Il gruppo ha rappresentato la Turchia nell'Eurovision Song Contest 2011, mancando l'accesso alla serata finale.

## Componenti
- Kenan Vural
- Serkan Özgen
- Kutlu Özmakinacı
- Uğur Onatkut
- Alpay Şalt